# Silver streaming
Silver streaming è un termine utilizzato per definire l'attività di una società che stabilisce un accordo con una società mineraria in cui si impegna a comprare una parte o l'intera produzione di argento, sottoscrivendo dei contratti di lungo termine a un prezzo fisso e predeterminato, solitamente basso e comunque inferiore al valore di mercato dell'argento.

## Specificità dell'industria
L'estrazione di argento è solitamente un sottoprodotto dell'estrazione del materiale principale su cui sono concentrati gli sforzi e l'attività della società mineraria. Si stima infatti che il 70% di tutta la produzione di argento avvenga come un sottoprodotto della produzione di metalli vili, quali il ferro, il piombo, lo zinco, il nickel e il rame, o di metalli preziosi, come l'oro e il platino.
Tale transazione è solitamente favorevole per entrambe le controparti. La società mineraria riceve infatti del capitale, monetizzando immediatamente l'argento, materiale non-core, mentre la società che riceverà l'argento lo potrà ricevere senza dover investire risorse economiche in esplorazione, sviluppo e manutenzione.
Le società attive nell'ambito del silver streaming non hanno alcun controllo sulle miniere che producono l'argento, il che comporta che, quando la produzione delude le attese o è influenzata negativamente dall'instabilità politica della regione, esse prendono completamente a carico la perdita produttiva; inoltre, sempre a causa della mancanza di controllo sull'attività produttiva, i ricavi generati dal business sono basato interamente sul prezzo di mercato dell'argento.
Il prezzo dell'argento è la componente principale della redditività societaria. I contratti infatti permettono di stabilire un prezzo fisso a cui l'argento viene acquistato dalla società di silver streaming, in maniera totalmente indipendente dalle fluttuazioni del prezzo dell'argento sui mercati finanziari. Quando il prezzo aumenta significativamente, la società può monetizzare la differenza aumentando i propri guadagni. Parimenti, quando il valore dell'argento si indebolisce, la società deve comunque pagare alle società minerarie che lo estraggono il prezzo concordato, lavorando quindi a margini inferiori, se non addirittura in perdita.

## Società del comparto
Silver Wheaton è la società di silver streaming più grande del mondo, mentre Barrick Gold e Goldcorp sono società minerarie attive nel business con i cosiddetti silver streamers.